# Salinas da Margarida

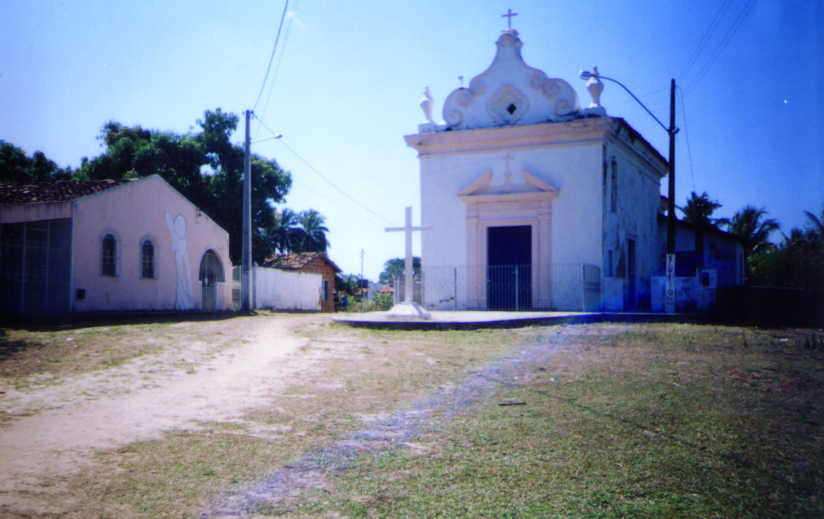
Distrito de Cairu en el municipio de Salinas de la Margarita, Recôncavo bahiano.

Salinas da Margarida es un municipio brasileño del estado de Bahía. Su población estimada en 2004 era de 10.960 habitantes.
Se localiza en el sur del Recôncavo bahiano distando de Salvador cerca de 270 km. Tiene como municipios limítrofes Saubara, Maragojipe, Nazaré, Aratuípe, Jaguaripe e incluyendo en el límite marítimo a la isla de Itaparica con los municipios de Itaparica y Vera Cruz.
Con un área de 65 km², Salinas es comprendida por los distritos de Dendê (Puerto de la Telha), Encarnação, Concepción de Salinas, Cairu y el poblado de Barra do Paraguaçu. Los distritos de Mutá y Cações a pesar de estar próximos a la sede del municipio de Salinas, no pertenecen al mismo, formando parte del municipio de Jaguaribe. 